# Hugo Bergstedt
Carl Hugo Brynolf Bergstedt, född den 16 augusti 1855 i Borås, död den 20 juni 1926, var en svensk skolman, antikforskare och översättare. Han var son till Johan August Bergstedt och kusin till Jakob Bergstedt.
Bergstedt blev filosofie doktor och docent i klassisk arkeologi vid Uppsala universitet 1882 och lektor i Norrköping 1884. Han var därefter verksam som lektor vid Högre latinläroverket å Norrmalm i Stockholm 1895-1920 och blev inspektor vid samma läroverk 1920. Han tilldelades även professors titel 1920. Bergstedt författade ett flertal språkvetenskapliga arbeten och översatte klassiska författare, bland annat fyra biografier av Plutarchos (1921) samt Homeros Odyssé (1926).